# August (Eric-Clapton-Album)
August ist das zehnte Studioalbum des britischen Rockmusikers Eric Clapton. Es erschien am 24. November 1986 unter den Labels Warner Bros. und Duck Records und gilt als eines der populärsten Clapton-Alben.

## Hintergrundinformationen
Clapton ging nach Los Angeles, um Songs für ein neues Album aufzunehmen, das in Zusammenarbeit mit Phil Collins und Tom Dowd entstehen sollte. In seiner Biografie berichtet Clapton, dass er Dowd als Koproduzent dabei haben wollte, da er sich nicht sicher war, ob Collins seinen Musikgeschmack treffe. In den Sunset Sound Studios in Hollywood spielten Clapton, Collins, Greg Phillinganes und Nathan East die Songs ein. Die Bläser und das Duett Tearing Us Apart mit Tina Turner wurden in New York hinzugemischt. Zur Erinnerung an die Geburt von Claptons Sohn am 21. August 1986 im St. Mary’s Hospital bekam das Album seinen Titel. Der britische Fotograf Terry O’Neill nahm das Cover-Foto auf.

## Titelliste
| Nr.          | Titel                                   | Autor(en)                                        | Länge |
| ------------ | --------------------------------------- | ------------------------------------------------ | ----- |
| 1.           | It’s in the Way That You Use It         | Eric Clapton, Robbie Robertson                   | 4:11  |
| 2.           | Run                                     | Lamont Dozier                                    | 3:39  |
| 3.           | Tearing Us Apart mit Tina Turner        | Eric Clapton, Greg Phillinganes                  | 4:15  |
| 4.           | Bad Influence                           | Robert Cray, Michael Vannice                     | 5:09  |
| 5.           | Walk Away                               | Richard Feldman, Marcella Detroit                | 3:52  |
| 6.           | Hung Up on Your Love                    | Lamont Dozier                                    | 3:53  |
| 7.           | Take a Chance                           | Eric Clapton, Nathan East, Greg Phillinganes     | 4:54  |
| 8.           | Hold On                                 | Eric Clapton, Phil Collins                       | 4:56  |
| 9.           | Miss You                                | Eric Clapton, Bobby Columby, Greg Phillinganes   | 5:06  |
| 10.          | Holy Mother                             | Stephen Bishop, Eric Clapton                     | 4:55  |
| 11.          | Behind the Mask                         | Chris Mosdell, Ryuichi Sakamoto, Michael Jackson | 4:47  |
| 12.          | Grand Illusion (nur auf der CD-Version) | Bob Farrell, Dave Robbins, Wesly Stephenson      | 6:23  |
| Gesamtlänge: | Gesamtlänge:                            | Gesamtlänge:                                     | 55:31 |

## Besetzung

### Musiker
| - Eric Clapton – Gitarre, Gesang - Phil Collins – Schlagzeug, Percussion, Background Vocals - Tina Turner – Gesang, Background Vocals - Henry Spinetti – Schlagzeug - Nathan East – Bass - Laurence Cottle – Bass - Gary Brooker – Keyboard, Gesang - Leon Pendarvis – Horn Arrangements - Michael Brecker – Saxophon | - Jon Faddis – Trompete - Randy Brecker – Trompete - Dave Bargeron – Posaune - Greg Phillinganes – Keyboard, Gesang - Richard Feldman – Keyboard - Richard Cottle – Synthesizer - Katie Kissoon – Background Vocals - Magic Moreno – Background Vocals - Tessa Niles – Background Vocals |

### Produktion
| - Steve Chase – Engineering - John Jacobs – Engineering | - Paul Gommersall – Engineering - Peter Hefter – Engineering |

## Rezeption

### Kritiken
Musikkritiker William Ruhlmann der Musikwebsite Allmusic vergab nur zwei der maximal fünf Bewertungseinheiten für das Album. Er bezeichnete das Titellied It’s in the Way That You Use It als „exzellent“, kritisiert jedoch, dass es nicht zur Umgebung des Albums passend sei. („excellent, but incongruous, leadoff track“). Der Allmusic-Kritiker Richard Gilliam bezeichnete Claptons Version des Liedes Behind the Mask als einen „eingängigen, lustigen Song […]“ („catchy, fun tune […]“). Anthony Decurtis von dem US-amerikanischen Musikmagazin Rolling Stone kritisierte August stark und vermerkte am Ende seiner Einschätzung, dass August das „Vorspiel eines Untergangs“ („[…] August could be the prelude to a fall […]“) für Clapton sein könne. Die Kritiker der britischen Musikzeitschrift Kerrang vergaben viereinhalb von fünf Sternen für das Album.

### Chartplatzierungen
Das Studioalbum erreichte 1986 für eine Woche Platz 32 in den deutschen Musikcharts. Insgesamt blieb es 13 Wochen in den Charts. In der Schweiz positionierte sich August auf Rang 23 der Schweizer Hitparade. Dort war es sieben Wochen in den Charts vertreten. In den Albumcharts des Vereinigten Königreichs reihte sich das Album auf Platz drei ein, blieb sieben Wochen in den „Top 10“ und war insgesamt 46 Wochen in den britischen Musikcharts vertreten. In den Vereinigten Staaten belegte das Album Platz 37 der Billboard 200 und blieb dort 34 Wochen.
Alle Singleauskopplungen des Albums erreichten die Charts. Die Single It’s in the Way That You Use It erreichte sowohl Platz 77 der britischen Single-Charts als auch Platz eins der Billboard Mainstream Rock Songs im Jahr 1986. Run und Miss You erreichten die Plätze 21 und neun der Rock-Song-Charts. Die Auskopplung Behind the Mask platzierte sich 1987 auf Rang 15 der britischen Singlecharts. Im selben Jahr erreichte das Duett Tearing Us Apart Platz 56 der britischen Charts und Position fünf der Billboard Mainstream-Rock-Song-Charts.
| ChartsChartplatzierungen       | Höchstplatzierung | Wochen |
| ------------------------------ | ----------------- | ------ |
| Deutschland (GfK)              | 32 (13 Wo.)       | 13     |
| Schweiz (IFPI)                 | 23 (7 Wo.)        | 7      |
| Vereinigte Staaten (Billboard) | 37 (34 Wo.)       | 34     |
| Vereinigtes Königreich (OCC)   | 3 (46 Wo.)        | 46     |

### Auszeichnungen für Musikverkäufe

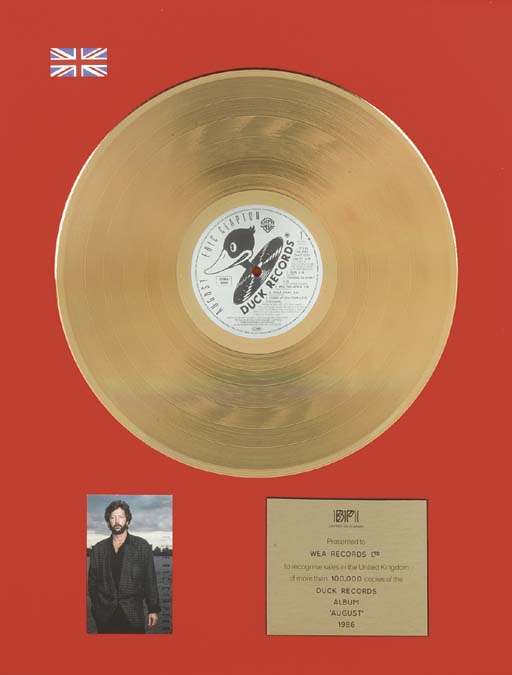
Eine Goldene Schallplatte der British Phonographic Industry.

| Land/Region                  | Auszeichnungen für Musikverkäufe (Land/Region, Auszeichnung, Verkäufe) | Verkäufe  |
| ---------------------------- | ---------------------------------------------------------------------- | --------- |
| Japan (RIAJ)                 | —                                                                      | 34.000    |
| Vereinigte Staaten (RIAA)    | Platin                                                                 | 1.000.000 |
| Vereinigtes Königreich (BPI) | Platin                                                                 | 300.000   |
| Insgesamt                    | 2× Platin ·                                                            | 1.334.000 |

Hauptartikel: Eric Clapton/Auszeichnungen für Musikverkäufe